# Jo Beverley
Jo Beverley (nombre de nacimiento: Mary Josephine Dunn; 22 de septiembre de 1947 – 23 de mayo de 2016) fue una prolífica escritora anglo-canadiense de romántica histórica y contemporánea desde 1988 hasta su fallecimiento en 2016.
Se considera que sus obras tienen una buena investigación detrás, están llenas de detalles históricos y habitadas por comunidades de personajes relacionados entre sí, forzando los límites del género de ficción romántica histórica. Ha sido traducido a varios idiomas, y ha recibido varios premios.

## Biografía

### Primeros años y educación
Mary Josephine Dunn nació el 22 de septiembre de 1947 en Lancashire, Inglaterra. Tenía ascendencia irlandesa.
A los once años de edad, fue a un internado sólo para chicas, Layton Hill Convent, en Blackpool. A los dieciséis, escribió su primera novela romántica, con una ambientación medieval, completada en un libro de ejercicios. Siguió estudios de historia y americanos en la Universidad de Keele en Staffordshire desde 1966 hasta 1970, donde se graduó en Historia Inglesa. La amplia formación obtenida en Keele y la disponibilidd de periódicos del Período Regencia en los archivos, fueron fuentes útiles para desarrollar su escritura de ficción.
El 24 de junio de 1971, se casó con Ken Beverley, a quien conoció en Keele.

### Carrera
Después de graduarse, rápidamente obtuvo un puesto de trabajo como oficial de empleo juvenil. Trabajó de esto hasta 1976, primero en Newcastle-under-Lyme, Staffordshire, y luego en West Bridgford, Nottinghamshire.
En 1976, Beverley se trasladó a Canadá, pues su esposo, científico, fue invitado a hacer una investigación posdoctoral en la Universidad de Dalhousie en Halifax, Nueva Escocia. Cuando comprobó que su formación profesional era inadecuada para el mercado laboral canadiense, decidió desarrollar su temprano interés por la escritura creativa.
En 1988, Beverley, que estaba escribiendo tanto ciencia ficción como novela romántica, fue finalista en el concurso escritores del futuro L. Ron Hubbard. Ese año vendió su primera novela romántica. 
Beverly escribió en diferentes blogs:
- Jo Talk, un blog en solitario donde escribía sobre "cualquier cosa que le interesara"[4]
- Minepast, un blog en solitario donde "compartía interesantes retazos de historia que descubría mientras investigaba para sus novelas"[4]
- El UK Historical Romance blog[4]
- Word Wenches,[2] un blog colectivo en el que ocho escritoras publican posts, "autoras históricas que bloguean sobre historia, la escritura y cualquier cosa que esté vagamente relacionada"[4]

### Vida personal
Pronto después de la universidad, Beverley y su esposo Ken se trasladaron a vivir a Ottawa, Canadá. Beverley se convirtió en canadiense, con doble nacionalidad, y ambos criaron a sus dos hijos allí, luego se trasladaron a Victoria (Columbia Británica).
Más recientemente, regresaron a Inglaterra, donde vivieron en Dawlish (Devon)., aunque estaban reconsiderando volver a Victoria de forma permanente.

### Vida posterior y fallecimiento
En 2011, Beverley sobrevivió al cáncer y después estuvo en remisión. El cáncer, sin embargo, volvió y se extendió rápidamente. Beverley falleció el 23 de mayo de 2016 en Yorkshire.

## Reconocimientos
Sus obras han sido traducidas a varios idiomas, y ha ganado diversos premios, incluyendo cincopremios RITA, dos Premios a toda una carrera dados por Romantic Times, el premio Golden Leaf y el Premio Readers' Choice. Formó parte del cuadro de honor de la Romance Writers of America (RWA) , y la única autora de romance canadiense incluida en el "Salón de la Fama" de la RWA.

### Serie Renfrew/Kyle
Esta serie reúne novelas románticas del subgénero "regencias tradicionales". En la página web de la autora se denominan "Regencia clásica" (Classic Regency), y en Fiction Data Base, Lovers & Ladies.
1. Lord Wraybourne's Betrothed (julio de 1988)
2. The Stanforth Secrets (1989)
3. The Stolen Bride (agosto de 1990)
4. "If Fancy Be the Food of Love", relato corto incluido en la antología A Regency Valentine (mayo de 1991) y en Regency Valentines
5. Emily and the Dark Angel (abril de 1991) Ganó el Premio RITA a la mejor regencia
6. The Fortune Hunter (agosto de 1991)
7. Deirdre and Don Juan (diciembre de 1993) Ganó el Premio RITA a la mejor regencia

The Fortune Hunter y Deirdre and Don Juan se publicaron conjuntamente en un solo volumen, Lovers and Ladies, en abril de 2008.

### Serie Granujas
Esta serie se titula en inglés The Company of Rogues.
1. An Arranged Marriage (julio de 1991) Tr: Una boda impuesta (2013)
2. An Unwilling Bride (febrero de 1992) Tr.: La prometida rebelde (2013) Ganó el Premio RITA a la mejor novela de la Regencia
3. Christmas Angel (noviembre de 1992) Tr.: El amor de un ángel (2014)
4. Forbidden (marzo de 1994) Tr.: Pasión prohibida (2013)
5. Dangerous Joy (noviembre de 1995)
6. "The Demon's Mistress" historia corta incluida en In Praise of Younger Men (marzo de 2001)
7. The Dragon's Bride (2001) Tr.: La novia del Dragón (2007)
8. The Devil's Heiress (2001) Tr.: La heredera del diablo (2008)
9. Hazard (mayo de 2002) Tr.: Juego peligroso (2008)
10. St. Raven (febrero de 2003) Tr.: El duque de Saint Raven (2009)
11. Skylark (mayo de 2004) Tr.: La alondra (2009)
12. The Rogue's Return (marzo de 2006) Tr.: El regreso del canalla (2010)
13. To Rescue a Rogue (septiembre de 2006) Tr.: Al rescate del canalla (2010)
14. Lady Beware (junio de 2007) Tr.: Una dama en peligro (2011)
15. A Shocking Delight (abril de 2014)
16. Too Dangerous for a Lady (abril de 2015)
17. The Viscount Needs a Wife (abril de 2016)

"The Demon's mistress", The dragon's bride y The Devil's Heiress se publicaron conjuntamente en un solo libro Three Heroes y también reciben el nombre de The Georges Series.
Forbidden Magic (noviembre de 1998) Traducción española: Magia prohibida (1999) está considerada en la página web de la autora, como una novela independiente, pero en El Rincón de la novela romántica se incluye como la número 6 de esta serie.  
"The Christmas Wedding Gambit" (diciembre de 2005) es una historia corta publicada por la autora gratis, y que aparece en Fiction Data Base como el episodio #10.5 de esta serie.

### Serie Malloren
En la página web de la autora, esta serie recibe el nombre de "Georgianos - El mundo de los Malloren, gobernado por el marqués de Rothgar", y en FictionDB como "Mallorens & amigos" (Mallorens & Friends).
1. My Lady Notorious (marzo de 1993) Tr.: Lady Escándalo (2009) Ganó el Premio RITA a la mejor novela histórica
2. Tempting Fortune (marzo de 1995) Tr.: Tentar a la suerte (2008)
3. Something Wicked (julio de 1997) Tr.: Atrevida (1999)
4. Secrets of the Night (julio de 1999) Tr.: La dama del antifaz (2007)
5. Devilish (abril de 2000) Tr.: Diabólica (2002) Ganó el Premio RITA a la mejor novela histórica larga
6. Winter Fire (noviembre de 2003) Tr.: Fuego de invierno (2010)
7. A Most Unsuitable Man (febrero de 2005) Tr.: Un amor inadecuado (2010)
8. A Lady's Secret (abril de 2008) Tr.: Secretos de una dama (2011)
9. The Secret Wedding (abril de 2009) Tr.: La boda secreta (2012)
10. The Secret Duke (abril de 2010) Tr.: El misterioso duque (2012)
11. An Unlikely Countess (marzo de 2011) Tr.: Una condesa poco común (2012)
12. A Scandalous Countess (febrero de 2012) Tr.: Una condesa atrevida (2013)
13. Seduction in Silk (agosto de 2013)Tr.: Dulce seducción (2014)

A Lady's secret, The secret wedding y The secret duke forman la trilogía Rakes (Malloren connection).
"The Marrying Maid", relato de la antología Songs of Love and Death (noviembre de 2010) es un relato de fantasía que también se ambienta en el período georgiano. 
"The Demon's Bride", relato de la antología Moonlight Lovers (septiembre de 1993) pertenece al subgénero gótico.

### Serie Gaillard/Fitzroger
Esta serie se denomina medieval en la página web de la autora y Medieval Lords ("Señores medievales") en la página web Fiction DB.
1. Lord of My Heart (agosto de 1992) Tr.: Dueño de mi corazón (2009)
2. Dark Champion (octubre de 1993) Tr.: La Flor del Oeste (2009)
3. The Shattered Rose (mayo de 1996) Tr.: La rosa robada (2010)
4. Lord of Midnight (mayo de 1998) Tr.: El caballero de medianoche (1998)

### Relatos cortos
- "Twelfth Night" en la antología A Christmas Delight (noviembre de 1991) Regencia tradicional; reeditado en octubre de 2000 en Five Golden Rings
- "Lord Samhain's Night" en la antología All Hallow's Eve (octubre de 1992) Regencia tradicional
- "The Demon's Bride" en la antología Moonlight Lovers (septiembre de 1993) Gótico
- "A Mummer's Play" en A Regency Christmas 1995 (noviembre de 1995) Regencia tradicional
- "Forbidden Affections" en A Spring Bouquet (mayo de 1996) Regencia tradicional
- "The Determined Bride" en Married at Midnight (octubre de 1996) Tr.: Bodas a medianoche (1999) Novela romántica histórica
- "A Gift of Light" en The Christmas Cat (noviembre de 1996) Regencia tradicional; esta historia se incluye en el conjunto de libros electrónicos Mistletoe Kisses and Yuletide Joy
- "The Lord of Elphindale" en Faery Magic (enero de 1998) Paranormal; también disponible en Faery Weddings
- "Day of Wrath", en Star of Wonder (1999) también disponible en Mistletoe Kisses and Yuletide Joy
- "The Wise Virgin" en The Brides of Christmas (1999) Reeditada en octubre de 2005, publicado en una antología diferente en octubre de 2008 por HQN
- "The Demon's Mistress" (2001) en In Praise of Younger Men (2001), reeditada en junio de 2004 en Three Heroes
- "Saint Agnes and the Black Sheep" en A cast of characters (2012), actualmente en Regency Valentines
- "Miss Brockhurst´s Christmas Campaign" en Mischief and Mistletoe (octubre de 2012) histórica
- "Dare to Kiss" (diciembre de 2013) relato corto en el mundo Malloren, que en FictionDB y en el Rincón de la novela romántica aparte como el número 14 de Mallorens & Friends
- "Titania's Gift" en la colección Faery Weddings (julio de 2015)
- "Miss Finch and The Angel" en The Last Chance Christmas Ball (octubre de 2015) Histórica

### Ciencia ficción y fantasía
- "The Fruit Picker" en la antología Writers of the Future, vol. IV (julio de 1988) y en Best of writers of the future (2001) Fantasía
- "The Trouble with Heroes" en Irresistible Forces (febrero de 2004) Paranormal
- "The Dragon and the Virgin Princess" en Dragon Lovers (marzo de 2007) Fantasía
- "The Raven and the Rose" en Chalice of Roses (enero de 2010) Histórica
- "The Marrying Maid" en la antología Songs of Love and Death (noviembre de 2010) Fantasía, ed. por George R. R. Martin y Gardner Dozois

## Para saber más
- «Secrets of the Author – Jo Beverley On The Mallorens and Writing». Subversion Romance. Archivado desde el original el 29 de septiembre de 2007.

- Esta obra contiene una traducción  derivada de «Jo Beverley» de Wikipedia en inglés, publicada por sus editores bajo la Licencia de documentación libre de GNU y la Licencia Creative Commons Atribución-CompartirIgual 4.0 Internacional.

- Datos: Q6204155